# Fritz Zeckendorf
Fritz Zeckendorf, de son vrai nom Friedrich Zeckendorf, né le 7 janvier 1886 à Budapest et mort probablement en mai 1943 à Auschwitz, est un scénariste allemand.

## Biographie
Après son doctorat, il commence à écrire en tant que journaliste et écrivain. Ce n'est qu'au début de l'ère du film sonore que Zeckendorf est en contact régulier avec la cinéma. Il écrit, souvent en collaboration avec Philipp Lothar Mayring, de préférence des films légers er comiques, des histoires sporadiques mais aussi dramatiques. La plupart de ces films ont également des versions en langue française.
Avec la prise du pouvoir par les nazis, sa carrière prend soudainement pris fin à cause de son origine juive.
Après le tournage de Der Stern von Valencia (de février à avril 1933), Zeckendorf ne reçoit plus de commandes de films allemands. Son nom pour le roman Der Mann mit der Pranke n'est pas mentionné dans le générique d'ouverture de l'adaptation. Zeckendorf, qui reste à Berlin, est considéré comme une persona non grata en 1935.
Seul le réalisateur juif Kurt Gerron, qui s'est enfui aux Pays-Bas, pour qui Zeckendorf avait fréquemment écrit des scénarios jusqu'en 1933, lui permet de travailler dans un scénario. Zeckendorf peut se rendre à Rome à la fin du printemps 1937 pour tourner la production conjointe néerlando-italienne Drie wenschen/I tre desideri.
Au cours des dernières déportations majeures de la capitale de Berlin, Friedrich Zeckendorf est transféré de sa résidence à Berlin à Auschwitz le 17 mai 1943 et probablement gazé à Auschwitz-Birkenau peu de temps après son arrivée.

## Filmographie
- 1931 : Die Schlacht von Bademünde
- 1931 : Meine Frau, die Hochstaplerin
- 1932 : Es wird schon wieder besser
- 1932 : Le Studio amoureux
- 1932 : Ein toller Einfall
- 1932 : Ma femme... homme d'affaires
- 1932 : Strich durch die Rechnung (de)
- 1932 : Der weiße Dämon
- 1932 : Stupéfiants
- 1932 : Wenn die Liebe Mode macht
- 1933 : Rivaux de la piste
- 1933 : Une idée folle
- 1933 : L'Étoile de Valencia
- 1933 : Der Stern von Valencia (de)
- 1933 : L'Homme des services secrets (Ein gewisser Herr Gran)
- 1933 : Un certain monsieur Grant
- 1937 : De drie wensen (nl) de Kurt Gerron
- 1937 : I tre desideri de Giorgio Ferroni et Kurt Gerron